# Montignies-sur-Sambre
Montignies-sur-Sambre (în valonă Montgneye-so-Sambe, în vorbirea curentă locală Mont'gnè-su-Sambe, ortografiat în trecut Montigny-sur-Sambre) este un sector al orașului belgian Charleroi, situat în Regiunea Valonă, în provincia Hainaut.
Montignies-sur-Sambre a fost o comună cu administrație proprie înainte de fuziunea comunelor din 1977.

## Istoric
Zona era deja locuită în epoca romană, rămășițele unei vile din acea perioadă fiind descoperite la Champ de l'Épine.
Timp de mai multe secole, locuitorii, mai ales țăranii, au depins de Principatul de Liège. În secolul al XIII-lea, în zonă sunt menționați potcovarii, iar unii locuitori exploatau mici zăcăminte de huilă. În secolul al XVIII-lea minele de huilă s-au multiplicat, iar unele din numele lor se regăsesc și astăzi în denumiri ale străzilor sau cartierelor din Montignies-sur-Sambre: Trieu-Kaisin, Bonne Espérance, Mambourg sau Poirier. La sfârșitul acelui secol localitatea număra peste 2000 de locuitori.
În secolul al XIX-lea extragerea huilei a luat o amploare deosebită, în regiune existând 19 exploatări în activitate. Primele fabrici de brichete de cărbune înființate în Belgia au fost exploatate la Montignies-sur-Sambre începând din 1851, de Dehaynin tatăl și fiul, avându-l ca director pe francezul Jean-Baptiste Bouriez. 
Un prim atelier de sticlărie a văzut lumina zilei în jurul anului 1830, iar un al doilea în jurul anului 1870. Bazele primei uzine metalurgice, condusă de inginerul Champeaux, au fost puse în 1835. Tot în acea perioadă au fost înființate Societatea Marais și oțelăriile Brachot. În această epocă a început pavarea străzilor principale, finanțarea operațiunii fiind asigurată prin taxarea circulației.
În 1868, ca urmare a unei mișcări greviste, au izbucnit incidente la exploatarea l' fosse di l'Ispéne de la Épine, situată la limita administrativă cu Gilly. Jandarmii au fost depășiți de situație și s-a făcut apel la armată. Un detașament al Regimentului 11 Infanterie a fost trimis la fața locului. Mulțimea adunată a început să arunce cu pietre în militari, iar maiorul Quenne a ordonat deschiderea focului. Șase persoane au fost ucise, iar multe altele rănite.
În 1874 a fost acordată o concesiune pentru primul tramvai cu tracțiune animală.
La începutul anilor 1870, frații Sébastien și Jacques Piérard (devenit ulterior primar al localității) au fondat Société des Forges, Fonderies et Laminoirs du Marais (în română Compania de Forje, Turnătorii și Laminoare din Marais), devenită ulterior Usines du Marais. În 1918 laminorul a fost cumpărat de Société Métallurgique de Sambre et Moselle, devenită ulterior Hainaut Sambre în urma unei fuziuni.
În după-amiaza zilei de 22 august 1914, în cadrul operației de invadare a Belgiei, trupele germane au pătruns în Montignies-sur-Sambre și au comis atrocități împotriva civililor în cursul luptelor de la Charleroi și împrejurimi. Pe 10 și 11 noiembrie localitatea a fost bombardată de aeroplanele germane. 
După Primul Război Mondial industria locală s-a dezvoltat rapid, iar populația a sporit, atingând cifra de 26 244 de locuitori în 1930.
În timpul celui de-Al Doilea Război Mondial, cazarma din Montigny-Neuville a servit drept depozit al armatei germane. Acolo au fost depozitate două mari clopote, „La Montagnarde” (în greutate de 1850 kg) și „La Valentine” (peste 1300 kg), rechiziționate de germani împreună cu altele de la bisericile din împrejurimi, pentru a le topi și confecționa obuze de artilerie. Clopotele au fost apoi încărcate împreună într-un vagon de tren care a staționat noaptea în stația de formare din Montignies. Membri ai Rezistenței belgiene au săpat șanțuri de ambele părți ale trenului și au îngropat în ele clopotele. În septembrie 1944 toate clopotele au fost recuperate, însă „La Montagnarde” și „La Valentine” au avut de suferit în cursul manevrelor. Ele au trebuit retopite și returnate, nefiind repuse pe amplasamentul original decât în februarie 1955.
În 1944 aviația aliată a bombardat stația de formare și podul peste Sambre. Între 2 aprilie și 31 mai 1944 bombardamentele au provocat numeroase pagube, peste 200 de persoane au fost ucise, peste 400 de locuințe distruse, iar biserica Saint-Remy grav avariată. Pe 23 decembrie o rachetă V-1 a explodat pe strada Pensée.
La sfârșitul anilor 1950 concurența companiilor străine și a utilizării altor forme de energie (petrol, gaze naturale) a dus la închiderea minelor: St André în 1957, St Charles în 1958, la Duchère în 1965. Zece ani mai târziu, industria siderurgică a suferit și ea un recul.
Pe 1 ianuarie 1977, ca urmare a legii privind fuziunea comunelor, Montignies-sur-Sambre a fost integrat în orașul Charleroi.

## Primari
Lista primarilor localității Montignies-sur-Sambre începând din 1866 și până la fuziunea cu Charleroi, în 1976:
- Jacques Piérard (1866–1889)
- Dr. Lambert Piret (1890–1891)
- Alfred Magonette (1892–1895)
- Joseph Marlier (1896)
- Dr. Émile Dutrieux (1896–1912)
- Dr. Camille Hilson (1913–1920)
- Romain Henry (1921–1925)
- Edmond Yernaux (1926–1970)
- André Poffé (1970–1976)

## Demografie
| 1801 | 1846  | 1900  | 1947   | 1977   | 2001   |
| ---- | ----- | ----- | ------ | ------ | ------ |
| 719  | 1.925 | 8.046 | 11.063 | 22.948 | 13.020 |

## Heraldică
|  | Stema Montignies-sur-Sambre, care include blazonul familiei t'Serclaes de Tilly. Blazonare: Scut cu leu de argint înarmat, în picioare și cu coroană de aur, cu coadă bifurcată, având pe umărul stâng un scut de aur tăiat, cu prima partițiune în carouri argintii și negre pe două benzi care reprezintă Bygaerden. - Deliberare comunală: 17 iulie 1936 - Monitorul oficial belgian: 3 decembrie 1937 |

## Cartiere
- Le Centre
- Les Cités
- Les Trieux (Trils Caisen (1688) - Trieux Kaisin)
- Saint-Jean (Saint Djean (1820))
- Le Roctiau (Le Roction (1712))
- La Neuville
- Saint Charles[22]

## Monumente
- Capela Golgota, în Piața Albert I. Construită în 1640, clasată ca monument în 1952.[23]
- Biserica Saint-Remy. Construită în 1789 pe amplasamentul unei vechi biserici.[23] Alături încă se mai găsesc mormintele primului cimitir care a funcționat acolo până în 1845, iar în biserică sunt conservate câteva oseminte ale Sfântului Valentin. Ele au fost oferite de Papa Pius al IX-lea în 1874, drept recunoștință pentru susținerea pe care i-au acordat-o locuitorii atunci când s-a găsit izolat la Vatican, în 1870.[24]
- Poarta Waterloo, pe strada Petite Aise nr. 33. Este un element al unei foste porți a fortificațiilor orașului Charleroi construite de olandezi în 1816. Monument clasat în 1985.[23][25]
- Primăria. Realizată de arhitectul François Giuannotte, situată în Piața Albert I. Construită în 1910.[26]

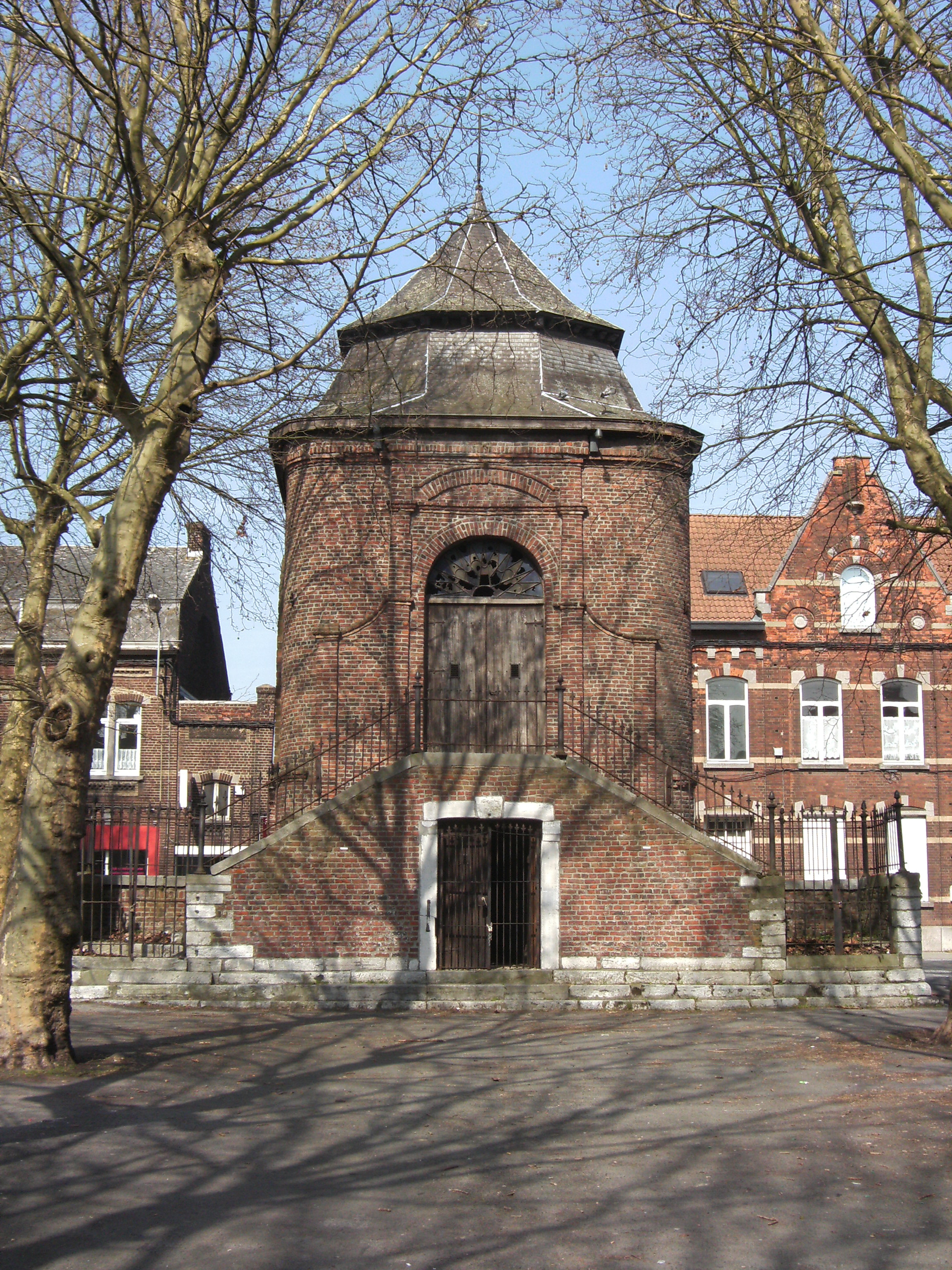
Capela Golgota.
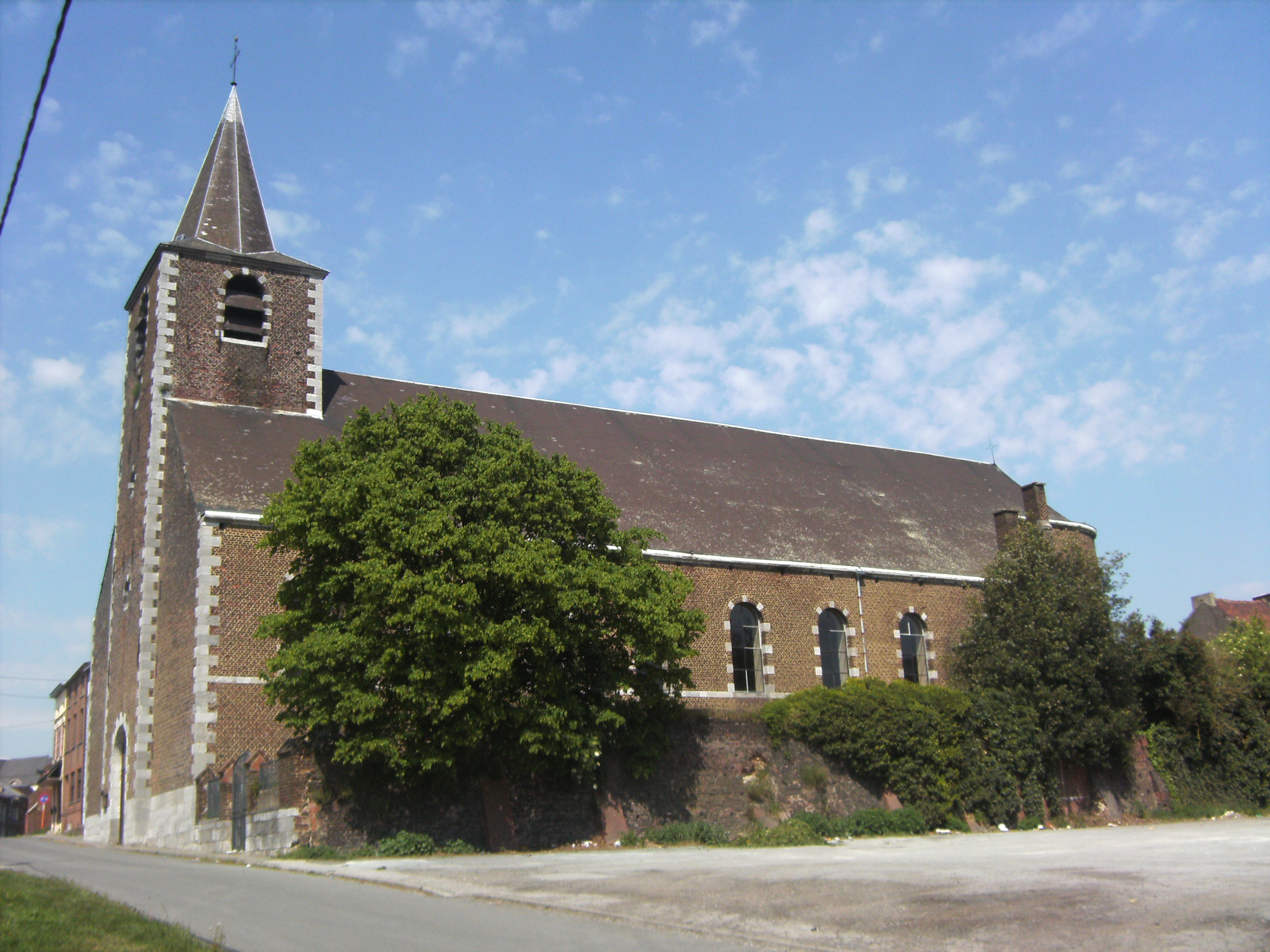
Biserica Saint-Remy.
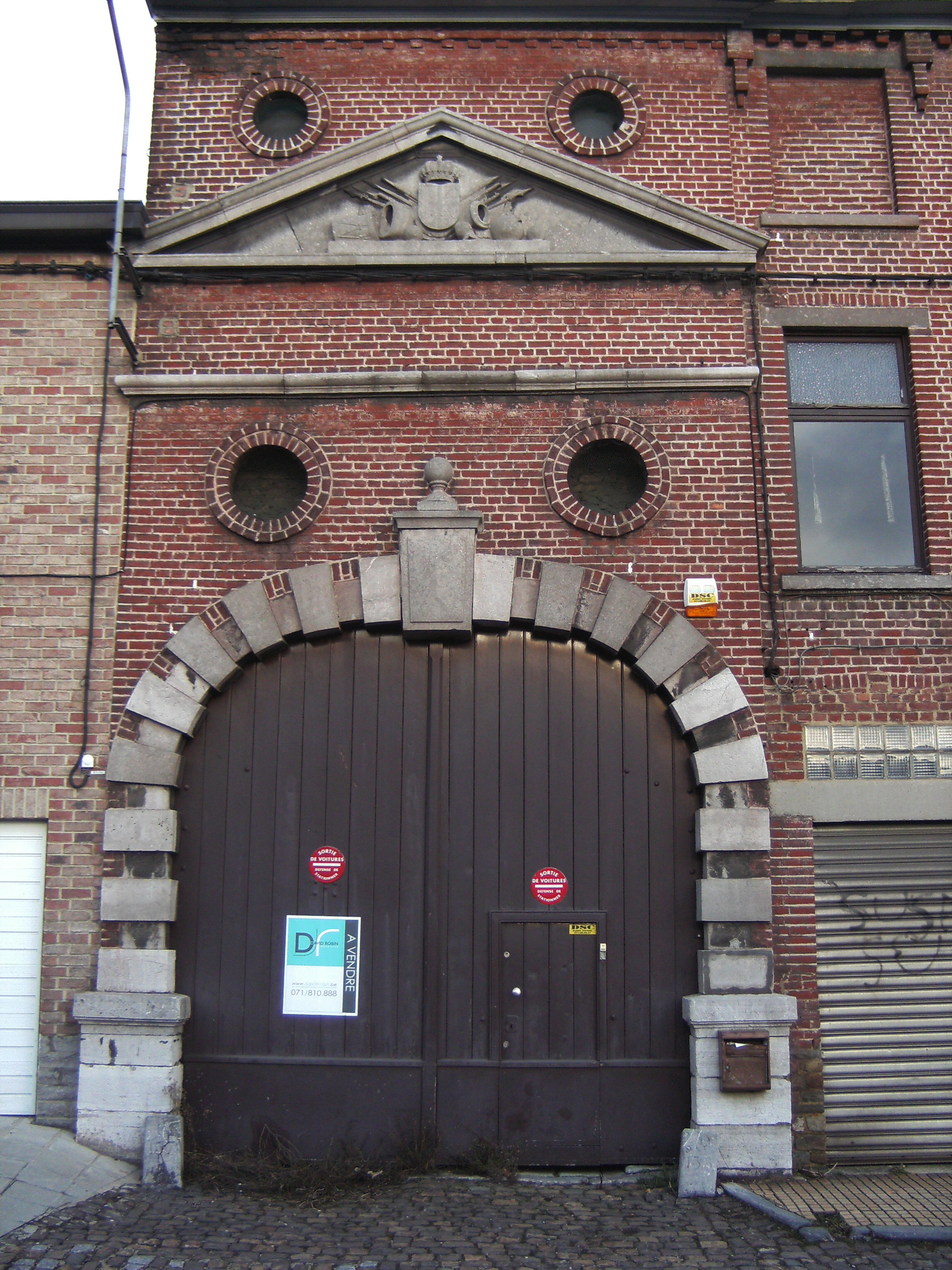
Poarta Waterloo.
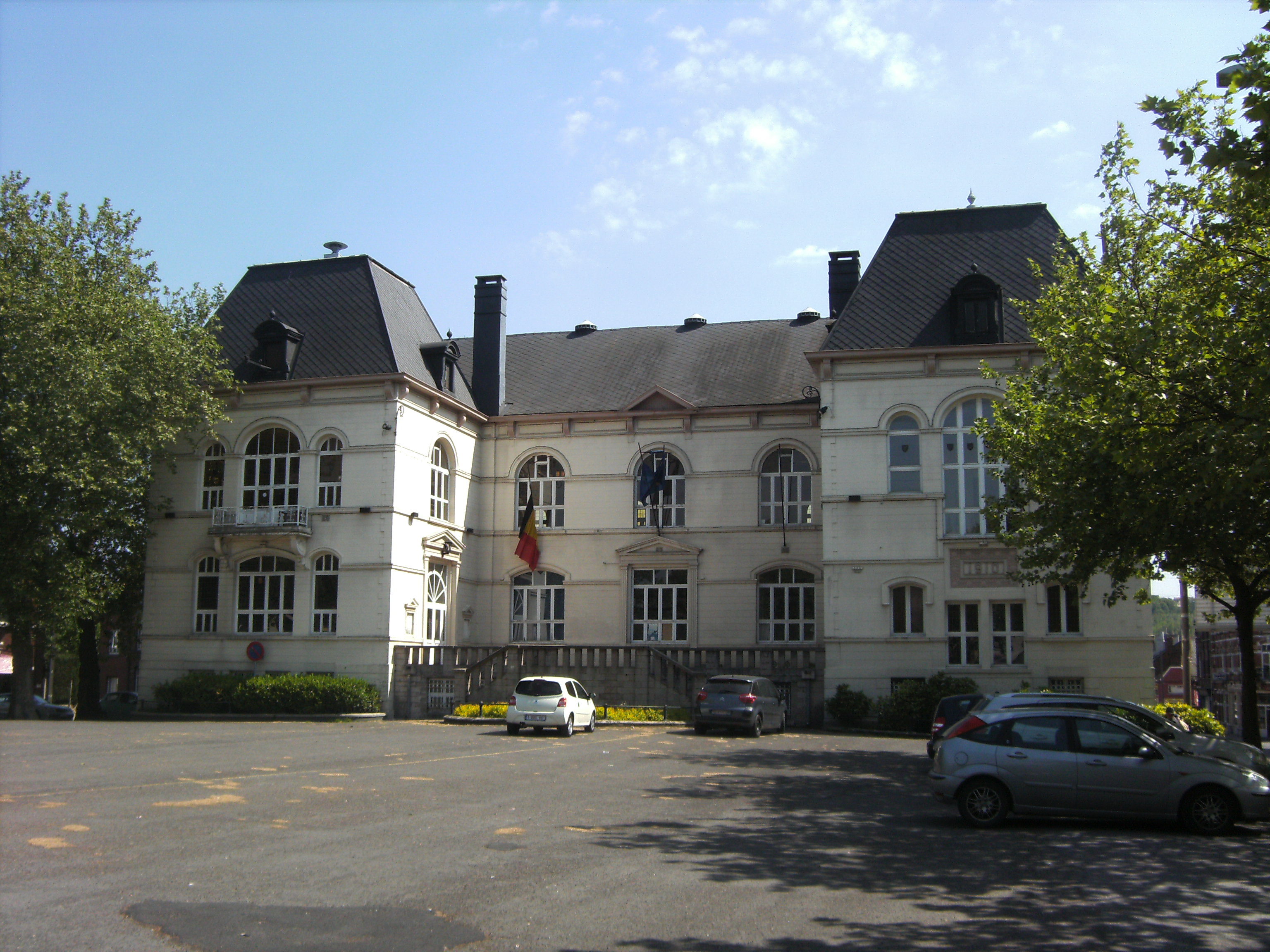
Primăria.

## Educație
Montignies-sur-Sambre găzduiește una din cele două secții ale UCLouvain Charleroi, unul din campusurile UCLouvain. Aici sunt predate cursuri ale Louvain School of Management, cea mai bună facultate cu profil economic din Belgia conform clasamentului Financial Times din 2010. Situat pe strada Trieu Kaisin, campusul este partajat cu localul Sainte-Thérèse al institutului de învățământ secundar complementar catolic Haute École Louvain en Hainaut.

## Localități înfrățite
| Oraș        | Țară     | Perioadă |
| ----------- | -------- | -------- |
| 0 Follonica | Italia   | din 1965 |
| Sélestat    | Franța   | din 1959 |
| Waldkirch   | Germania |          |

## Obiceiuri
- În fiecare an se derulau patru procesiuni religioase: cea de Corpus Christi (cu traversare prin fața bisericii Trieux), procesiunea din Champeaux (data din 1836, a dispărut în 1967), procesiunea de 15 august (dispărută în 1951) și procesiunea din Roctiau (cu traversare prin fața bisericii cartierului).
- Sărbătoarea Sfântului Éloi, patronul metalurgiștilor, celebrată pe 1 decembrie.[30]
- Sărbătoarea Sfintei Barbara, protectoarea minerilor, celebrată pe 4 decembrie cu mari libații.

## Personalități legate de Montignies-sur-Sambre
- Dominique Wilms, născută la Montignies în 1930, comediană și pictoriță.
- Dupa, născut la Montignies în 1945, autor de benzi desenate.
- Johan Muyle, născut la Montignies în 1956, sculptor.
- Joëlle Milquet, născută la Montignies în 1961, om politic.

## Sport
- Royal Olympic Club Charleroi (fotbal)
- Olympic Gymnastique Montignies (gimnastică)
- Stadionul Yernaux